# Calliclava lucida
Calliclava lucida é uma espécie de gastrópode do gênero Calliclava, pertencente a família Drilliidae.